# 君主制
君主制（英語：Monarchy）是指君主为国家元首，并由其名义上或实质上执掌政府权力的政权组织形式。君主的擔任與政權的掌控，會依照各個國家的制度而有所不同；縱使是同一個國家，在不同时期也各不相同。

## 概論
君主制的英文字根起源自古希臘語：（monárkhēs）。它由古希臘語：（monos，意為單一的、獨一的），以及古希臘語：（archon，意為統治），這兩個單字組成，字面意思是「單一的，絕對的統治者」。這個單字後來被譯為拉丁文，最後成為英文的。
從發展史上的譬如羅馬帝國和阿拉伯帝國時期，該國家多为和現代國家不同的君主專制。伴隨著眾多的征服和被征服，很多逐漸演變為現代國家，並由此形成當今各種政治體制的國家，例如實行君主立憲制的英國。根據君主權力有無受限，君主制可被大略分為君主專制和君主立宪制两种。
古希臘的君主制是傳統的三種政體（君主制、貴族制與民主制）分類之一。傳統上的君主通常指經由世襲方式傳承的國家統治者。由權力的限制以及执政方式來看，君主制可分為「無限君主制」與「有限君主制」。無限君主制，意指君主的權力沒有法定限制，主權由君主行使，通常是指君主专制。有限君主制，則是以憲法及法律來限制君主的權力施行，君主通常只有象徵性的地位，君主立憲制為其代表。

### 历史及现状
君主制大约始于2000多年以前，当时中国、波斯、罗马等国都拥有国王或皇帝。进入20世纪后，君主制国家开始大幅减少。在1900年至1920年间，俄罗斯、奥地利、德国、中国、土耳其等国均改行共和制，部分在一战后新成立的国家如芬兰与重新独立的波兰也选择共和制作为国家体制。第二次世界大战结束后，东欧地区因被苏联和共产党占领，当地君主制被强行废除（如南斯拉夫、罗马尼亚、保加利亚），在北非和中东地区的伊斯兰国家也涌现出一批军事强人（如纳赛尔、卡扎菲），这些人透过他们在其国家军队内部的影响力最终通过政变等方式推翻君主制，而在二战后通过去殖民化取得独立的国家里只有很少一部分国家选择君主制，绝大部分新成立的国家选择了共和制，但在二战结束后，部分国家如西班牙和柬埔寨在经历了数年或数十年的共和制后最终又选择恢复君主制。最近废除君主制的国家是位于加勒比海的小国巴巴多斯，在2021年11月30日该国修改宪法废除了伊丽莎白二世在巴巴多斯的统治权，因此巴巴多斯的政体由英联邦王国变更为共和国，但是巴巴多斯仍是英联邦的成员国。君主制虽然还存在于欧洲、中东等地，但很多君主制国家如英国实行的是君主立宪制，代表着君主的权利是受到限制的，只有少数国家如沙特阿拉伯依旧实行绝对君主制。

## 政體名稱
| 政體名稱     | 代表國家                                                                             | 政治体制                                   | 部分国家旗帜      |
| ------------ | ------------------------------------------------------------------------------------ | ------------------------------------------ | ----------------- |
| 帝國         | 法蘭西第一帝國 · 大清帝國 · 大韩帝國 · 大日本帝国 · 大南帝国 · 德意志帝國 · 中非帝國 | 君主專制 二元制君主立憲制                  | 清朝 · 德意志帝國 |
| 王國         | 聯合王國 · 泰王國 · 沙特阿拉伯王國 · 斯威士蘭王國 · 摩洛哥王國                       | 議會制君主立憲制 君主專制 二元制君主立憲制 | 英国 · 泰国       |
| 蘇丹國       | 阿曼蘇丹國 · 文萊蘇丹國                                                              | 君主專制                                   | 阿曼              |
| 大公國       | 盧森堡大公國                                                                         | 議會制君主立憲制                           | 卢森堡            |
| 親王國       | 安道爾親王國 · 摩納哥親王國                                                          | 議會制君主立憲制                           | 安道尔            |
| 酋長國       | 阿拉伯聯合酋長國                                                                     | 選舉君主制                                 | 阿拉伯联合酋长国  |
| 教宗國       | 梵蒂冈                                                                               | 君主專制 選舉君主制                        | 梵蒂冈            |
| 國號僅稱“國” | 日本國 · 科威特國 · 卡塔爾國                                                         | 君主立憲制 二元制君主立憲制 君主專制       | 日本              |

## 君主的傳承
根據各地、各民族習俗和傳統，結合歷史原因，產生了各種傳承制度。比較表：
| 制度名稱   | 傳承方式                 | 繼位   | 例如                                                 | 備註                                                               |
| ---------- | ------------------------ | ------ | ---------------------------------------------------- | ------------------------------------------------------------------ |
| 禪讓制     | 在位君主指定、部落推選   | 適任者 | 中國早期的君主制度使用之。如三代（堯、舜、禹）時期。 | 又稱外禪，是一個理想的禪讓制                                       |
| 禪讓制     | 在位君主指定、部落推選   | 皇室者 | 夏朝之後的各朝代、當今所有君主制國家                 | 又稱內禪，從王室成員內指定適任者，但僅限同姓王室成員，和世襲無異。 |
| 世襲君主制 | 在世君主指定、君主去世後 | 皇室者 | 英國、泰國、西班牙等君主制國家                       | 依順位排序來指定繼承人，且不限直系或旁系血親。                     |
| 秘密建儲制 | 在世君主指定             | 皇室者 | 清朝雍正皇帝時期                                     | 祕密指定                                                           |
| 選舉君主制 | 會議推選                 | 適任者 | 神聖羅馬帝國早期、波蘭立陶宛聯邦                     |                                                                    |
| 選舉君主制 | 會議推選                 | 皇室者 | 神聖羅馬帝國末期由奧地利帝國長期執政、現代馬來西亞   | 透過選舉從諸多王室成員中任命一位適任者，和世襲無異。               |

## 君主的权限

### 君主专制
君主专制是一種獨裁的政治體制，君主擁有統治國家、臣民自由的所有權力，沒有法律或法定的程序，告訴君主如何行使權力，君主的行為有至高無上的權利；同時參雜其他影響因素，例如政教合一、政教分離、國家傳統等等因素，這些因素可能是助力或限制。
此制度下，大多数独裁的君主是世袭的，少数是选举出来的（比如神圣罗马帝国的皇帝）。有時，在君主独裁制中，君主不仅是世俗的首领，而且也是宗教的首领。

#### 四帝共治制
羅馬帝國的特有制度，由羅馬皇帝戴克里先實施四帝共治制，是一種有任期限制的絕對君主制。

### 君主立憲制
- 君主立憲制（Constitutional Monarchy）是相對於君主專制的一種國家體制。君主立憲是在保留君主制的前提下，通过立憲，樹立人民主權、限制君主權力、實現事務上的共和主義理想但不採共和政體。其特點是國家元首是一位君主（皇帝、國王、大公等等，教宗有時也被看做是一個君主）。與其他國家元首不同的是，一般君主是終身制的，君主的地位從定義上就已經高於國家的其他公民（這是君主與一些其他元首如獨裁者的一個區别，一般獨裁者將自己定義為公民的一員，但出於客觀需要他必須掌權為國家服務），往往君主屬於一個特别的階層（貴族），此外世襲制也往往是君主的一個特點（不過在這一點上也有例外）。
- 君主立憲制也可以稱為「民主君主制」、「虛位元首制」或「虛君共和制」。現代國家從神權政治、君主制邁向民主化過程中，有共和制與君主立憲制的兩種選項。中文「虛君共和」為梁啟超在清朝支持君主立憲制時所造，主要原因是要和當時革命黨支持的共和制競爭公共性：|  | 第五種，虛戴君主之共和政體。英國是也。英人恆自稱為大不列顛合眾王國，或自稱為共和王國。其名稱與美無異，淺人驟聞之，或且訝為不詞。不知英之有王，不過以為裝飾品，無絲毫實權，號為神聖，等於偶像。故論政體者，恆以英編入共和之一種。其後比利時本此意編為成文憲法，歐洲各小邦多效之。故今日歐洲各國，什九皆屬虛戴君主之共和政體也，今省名曰虛君共和制。——《新中國建設問題》1911年10月－11月 |
- 由於各國對君主權力的不同限制，又可以分為二元制君主立憲制和議會制君主立憲制。

#### 二元制君主立憲制
- 二元制君主立憲制指君主立憲的前提下，君主權力大於議會，各種主要法令都要經其簽署，並且常有權委任首相和上議院議員，某些國家還有君權神授色彩，而不是政教分離的。這種政體一般多產生在資本主義發展較晚的國家，如摩洛哥、約旦、阿聯酋、泰國，一戰前的德國和二戰前的日本也是這種政體。[2]

#### 議會制君主立憲制
議會制君主立憲制下的君主權力受到嚴格限制，君主通常只是象徵性的國家元首，議會才是國家權力中心。政府內閣由議會的多數黨或政黨聯盟產生，向議會負責，如果內閣失去信任，或者集體辭職，或者解散議會重新選舉。例如英國、荷蘭、比利時、盧森堡、瑞典、挪威、丹麥、加拿大、澳大利亞、紐西蘭、西班牙、日本、馬來西亞。

## 現行君主制國家
|  |

目前有43個國家採行君主制，人口共有5億人，可以分為以下幾類：

### 英聯邦王國
查爾斯三世是現今15個英聯邦王國的君主。這些國家包括安提瓜和巴布达、澳大利亚、巴哈马、伯利兹、加拿大、格林纳达、牙买加、新西兰、巴布亚新几内亚、聖克里斯多福及尼維斯、圣卢西亚、圣文森特和格林纳丁斯、所罗门群岛、圖瓦盧及英国。這些國家是由大英帝国獨立產生的國家，但仍維持在英联邦內，以查爾斯三世為其君主。十五個國家都是君主立憲制國家，也都是民主國家。國王的權力有限，甚至只有禮儀上的權力。國王也是英格蘭教會的領袖，而其他14個英聯邦王國沒有官方教會。

### 其他歐洲君主立憲國
安道爾公國、比利时王國、丹麦王国、盧森堡大公國、荷兰王国、挪威王国、西班牙王国及瑞典王國都是完全民主的國家，君主只有部份權力，甚至只是禮儀上的權力。有些國家，會在國內有官方教會，像是挪威、瑞典、丹麦有新教路德宗的教會，而安道尔則是天主教國家，西班牙、比利时及荷兰沒有官方教會。卢森堡主要是羅馬天主教，但有五個所謂的「官方認可，有全國重要性的教派」（羅馬天主教、新教、希臘東正教、猶太教及伊斯蘭教），這些宗教有一些特殊的權力，例如其祭司或神職人員薪資是由政府支出。
安道尔是比較特殊的國家，是二头政治，由法国总统及天主教烏赫爾教區共同統治。此情形是因為其歷史因素造成，在君主制中產生了特殊的情形，例如：
- 兩個君主都不是安道尔人的後代。
- 一個君主是由另一個國家（法國）公民投票產生，不是由安道尔人投票，安道尔人也不能投票決定法國總統。
- 另一個君主是由另一個國家的君主（教宗）所任命。

### 君主有較大權力的歐洲君主制國家
列支敦斯登公國和摩納哥公國是君主立憲國家，但親王仍然有實質上的權力。例如2003年列支敦斯登制憲公投授予親王否決權，使他可以否決議會提出的任何法案，親王也可以任命或解僱任何政府成員或是民選的官員或議員。但列支敦斯登不算君主專制，因為人民可以公投結束親王的統治。2011年時列支敦斯登攝政王阿洛伊斯威脅要否決有關墮胎合法化的公投，引起許多議論，因為過去30年來親王還沒有否決過任何法案。摩纳哥親王的權力更簡單，他不能任命或是解僱政府成員或是民選的官員或議員，但他可以任命摩纳哥国务大臣、摩納哥政府理事會及法官。理論上阿尔贝二世及漢斯·亞當二世在其國內都有很大的權力，但不如伊斯蘭君主制君主。列支敦斯登及摩纳哥的親王也有許多土地，且是許多公司的股東。

### 伊斯蘭君主制
巴林王國、汶萊達魯薩蘭國、约旦哈希姆王國、科威特國、马来西亚、摩洛哥王國、阿曼蘇丹國、卡塔尔國、沙特阿拉伯王國和阿拉伯联合酋长国採行伊斯蘭君主制，其君主權力比大英國協或是歐洲的君主國要大很多。汶莱、阿曼及沙特阿拉伯仍然是君主專制，巴林、科威特、卡塔尔及阿拉伯联合酋长国一般算是混合制，名義上有政府的代表性機構，但君主仍然有大部份的權力。约旦及摩洛哥是君主立憲制，不過其君主的權力仍然比歐洲君主立憲制國家的君主要大。

### 東亞及東南亞的君主立憲國
不丹王國、柬埔寨王國、泰王國及日本國是君主立憲國，君主只有部份的權力，甚至只是禮儀上的權力。日本原來自幕府將軍大政奉還以來是二元制君主立憲制，在20世紀改為君主立憲制。不丹則是在2008年調整。柬埔寨自從從法蘭西殖民帝國獨立之後，原來就有自己的君主，但在 高棉共和國掌權後，就被廢除了，在1993年的和平協議後才又恢復。

### 其他君主制國家
有五個君主制國家無法歸類在上述任何一類中：大洋洲玻里尼西亞的東加王國、非洲的史瓦帝尼王國及莱索托王國、歐洲的梵蒂冈城國及馬爾他騎士團。其中莱索托和東加是君主立憲國，而斯威士兰及梵蒂冈是君主專制。其中斯威士兰又比較特別，一般會稱為二头政治：國王（也稱為Ngwenyama）和他的母親（Ndlovukati）一起執政，是國家的兩個領袖（原始用意是為了政治權力上的制衡）。不過Ngwenyama視為是國家統治上的領袖，而Ndlovukati是國家靈性及自然上的領袖（這些年來或多或少的已禮儀化）。教宗是梵蒂冈的绝對君主，也是天主教會的領袖以及罗马主教。教宗是選任的，不是由繼承產生的，而且獲選之前，不需要有梵蒂冈公民的身份。馬爾他騎士團依照其特殊的歷史以及不尋常的處境，自認是主權主體，不過在國際法中的定位仍有爭議。

## 和家族独裁的关系
实行家族独裁的政体并非君主制且通常为共和制，但是其国家领导人的产生非正常的公民选举而是通过世袭方式产生，因此形似君主制。其中朝鲜民主主义人民共和国的金日成家族（金日成、金正日及金正恩）曾被敘述為事實上的君主專制或是家族獨裁。2013年時朝鲜劳动党修訂的十大原則，第十條的第二款有提到朝鲜劳动党及革命需要永遠由「白頭山（金日成家族）的血脈所領導」。此外在上世纪覆灭的一些家族独裁政体，如尼加拉瓜的索摩查家族以及海地的杜瓦利埃王朝，尽管它们都属于共和制政体，但是后世评价习惯使用“王朝”来进行称呼。